# 長崎市立虹が丘小学校
長崎市立虹が丘小学校（ながさきしりつ にじがおかしょうがっこう、Nagasaki City Nijigaoka Elementary School）は、長崎県長崎市虹が丘町にある公立小学校。略称「虹小」（にじしょう）。

## 概要
歴史
滑石・岩屋地区の人口の急激な増加に対応するため、1979年（昭和54年）に新設された。2009年（平成21年）に創立30周年を迎えた。
校章
校名の「虹」の文字を置いている。
校歌
作詞は高居辰好、作曲は今村利行による。歌詞は3番まであり、1番に校名の「虹が丘」が登場する。
またこれとは別に「虹の学校の歌」（作詞・作曲:川下公暢／編曲:土肥千晶）がある。2009年（平成21年）には創立30周年を記念して、校歌と虹の学校の歌が収録された記念CDが発行された。
校区
長崎市立岩屋中学校区、長崎市立滑石中学校区。

## 沿革
- 1979年（昭和54年）
  - 4月1日 - 虹が丘町に「長崎市立虹が丘小学校」（現校名）が開校[2]。
  - 4月6日 - 開校式を挙行。

## アクセス
最寄りのバス停
- 長崎バス「虹が丘」バス停　- 長崎駅方面から2番「虹が丘」行きのバスに乗車。

## 周辺
- 長崎県立長崎工業高等学校
- 長崎市立岩屋中学校
- 岩屋神社
- 虹が丘病院
- 道ノ尾病院

## 同名の小学校
- 川崎市立虹ヶ丘小学校（神奈川県）

## 関連事項
- 長崎県小学校一覧